# Tocasta lunatica
Tocasta lunatica är en fjärilsart som beskrevs av Edward Meyrick 1930. Tocasta lunatica ingår i släktet Tocasta och familjen gräsmalar, Elachistidae. Inga underarter finns listade i Catalogue of Life.